# Pronville-en-Artois
Pronville-en-Artois (até 2017: Pronville) é uma comuna francesa na região administrativa de Altos da França, no departamento de Pas-de-Calais. Estende-se por uma área de 6,09 km². Em 2010 a comuna tinha 325 habitantes (densidade: 53,4 hab./km²).